# Марианско-палауская операция
Марианско-палауская операция или Операция «Форейджер» (англ. Foreger — фуражир) — стратегическая военная операция вооружённых сил США против войск Японии на тихоокеанском театре военных действий в 1944 году в ходе Второй мировой войны.

## Обстановка к лету 1944
До Второй мировой войны Марианские острова входили в состав мандатной территории Южный Тихоокеанский мандат, переданной Лигой Наций под управление Японии. Исключением являлся лишь остров Гуам, находившийся под управлением США ещё с 1898 года. В декабре 1941 года японцы захватили Гуам, в результате чего Марианские острова полностью перешли под контроль Японии.
25 февраля 1944 года была сформирована 31-я армия (командующий — генерал-лейтенант Хидзёси Обата), которая отвечала за оборону Марианских и Каролинских островов. На остров Сайпан были переброшены 43-я пехотная дивизия и 47-я бригада под общим командованием адмирала Ёсицугу Сайто; на Гуаме сосредоточились 29-я дивизия (командующий — генерал-лейтенант Такэси Такасина), 48-я бригада и 54-й охранный отряд флота; на Тиниане обосновались 135-й полк 43-й пехотной дивизии, 50-й полк и 56-й охранный отряд флота. Кроме того, 4 марта 1944 года был сформирован Центрально-Тихоокеанский флот (командующий — вице-адмирал Тюити Нагумо) со штабом на Сайпане, в распоряжении которого в реальности имелось лишь несколько небольших кораблей и некоторое количество десантных барж. Ещё на Сайпане находился штаб 1-го воздушного флота (командующий — генерал-лейтенант Какудзи Сумида); базировавшаяся на Марианских островах часть 1-го воздушного флота насчитывала 672 самолёта (из общего числа в 1644 самолёта). На острове Рота дислоцировался 54-й охранный отряд ВМС, переведённый с Гуама.
К лету 1944 года вооружённые силы США решили начать возвращение Марианских островов. Для проведения Марианской операции было сформировано Объединённое экспедиционное соединение (командующий — вице-адмирал Тернер). В состав Экспедиционных войск (командующий — генерал-лейтенант Холланд Смит) вошли:
- Северное десантное соединение:
  - 5-й амфибийный корпус (командующий — генерал-лейтенант Холланд Смит)
    - 2-я дивизия морской пехоты (командующий — генерал-майор Томас Уотсон)
    - 4-я дивизия морской пехоты (командующий — генерал-майор Гарри Шмидт)
    - 27-я пехотная дивизия (командующий — генерал-майор Ральф Смит; с 20 июня 1944 года — генерал-майор Джемини)

  - 77-я пехотная дивизия (командующий — генерал-майор Эндрю Брюс), резерв

- Южное десантное соединение:
  - 3-й амфибийный корпус (командующий — генерал-майор Рой Гейджер)
    - 3-я дивизия морской пехоты (командующий — генерал-майор Аллен Тарнедж)
    - 1-я бригада морской пехоты (командующий — бригадный генерал Лемуэль Шепхед)

Северное соединение должно было захватить Сайпан, Южное — Тиниан. В состав Объединённого экспедиционного соединения входило 7 линкоров, 7 крейсеров, 67 эсминцев, 11 эскортных авианосцев и 282 других корабля.
Объединённое экспедиционное соединение поддерживалось 5-м флотом, основным ядром которого являлось 58-е оперативное соединение из 7 тяжёлых и 8 лёгких авианосцев.

## Бои за Марианские острова

### Сайпан
С 12 по 14 июня продолжалась бомбардировка Сайпана. 15 июня 150 бронетранспортёров-амфибий высадили на Сайпане первые 8 тысяч американских солдат. В последующие дни были высажены все остальные части, предназначенные для захвата острова. Ожесточённые бои, продолжавшиеся до 9 июля, завершились гибелью почти всех японских солдат (погибла 41 тысяча человек), включая адмиралов Сайто и Нагумо. В этих боях американцы впервые применили напалм.

### Морское сражение
Японский 1-й Мобильный флот (командующий — вице-адмирал Дзисабуро Одзава) попытался атаковать американский 5-й флот (командующий — вице-адмирал Раймонд Спрюэнс), поддерживавший высадку на Марианских островах; вместе с японским флотом действовал 1-й воздушный флот (командующий — вице-адмирал Какудзи Сумида) наземного базирования. В результате произошедшего 19-20 июня крупного воздушно-морского сражения японцы потеряли 3 (из 9) авианосца и 218 самолётов. Американцы потеряли 26 самолётов в бою, и 80 — при возвращении на базы.

### Гуам
21 июля 3-я дивизия морской пехоты, 1-я бригада морской пехоты и 77-я пехотная дивизия (37 тысяч морских пехотинцев и 19 тысяч солдат сухопутных войск) высадились на острове Гуам. Американцы столкнулись с фанатичным сопротивлением японских войск (18,5 тысяч человек), в боях погибли все японские командиры. С гибелью 11 августа генерал-лейтенанта Обата организованное сопротивление американским войскам прекратилось, и Гуам перешёл под контроль США.

### Тиниан
23 июля две дивизии морской пехоты были доставлены с Сайпана к Тиниану, но первая попытка высадки была сорвана японскими войсками. На следующий день американская морская пехота всё же смогла высадиться на севере острова, и стала постепенно продвигаться на юг, преодолевая упорное сопротивление японского гарнизона (12 тысяч человек). 30 июля американские войска захватили господствующую высоту Каролинас, после чего организованное сопротивление японцев прекратилось. 12 августа контроль над островом полностью перешёл к американским войскам.

## Бои за западные Каролинские острова
После захвата Маршалловых, Марианских островов и островов Гилберта американцы приступили к захвату западных Каролинских островов, чтобы обеспечить дальнейшее вторжение на Филиппины. Операцию выполняло Западное экспедиционное соединение (командующий — контр-адмирал Дж. Форт) и его амфибийная группа, а общее руководство операцией по захвату западных Каролинских островов возлагалось на Объединённое экспедиционное соединение под командованием вице-адмирала У.Уилкинсона. Операцию поддерживал 3-й флот вице-адмирала Уильяма Хэлси.
15 сентября 1-я дивизия морской пехоты (командующий — генерал-майор Уильям Рупертус, численность — 28,4 тысячи человек) высадилась на острове Пелелиу из архипелага Палау, а 17 сентября 81-я пехотная дивизия (командующий — генерал-майор П.Дж. Мюллер, численность — 19 тысяч человек) — на соседнем острове Ангаур. Японский гарнизон на Пелелиу и соседних островах (Ангаур, Яп, Улити) составлял около 30 тысяч человек, из них непосредственно на Пелелиу — 5235 человек. Остров Ангаур (гарнизон — около 1500 человек) перешёл в руки американцев 22 сентября, 23 сентября без боя был занят соседний остров Улити, но бои за Пелелиу продолжались до ноября 1944 года.

## Итоги
Падение Марианских островов получило большой резонанс в Японии и вынудило уйти в отставку самого несгибаемого милитариста и главного инициатора развязывания войны — генерала Тодзио.
После захвата западных Каролинских островов американцами были отменены запланированные десанты на Яп, Понапе, Трук и другие Каролинские острова, и они сосредоточились на подготовке к высадке на Филиппинах и Окинаве. Японские войска на Бугенвиле, Новой Гвинее, Новой Британии, восточных и центральных островах Каролинского архипелага продолжали удерживать и контролировать районы своей дислокации, и при необходимости оказывали самое жёсткое сопротивление союзным войскам. Однако эти гарнизоны находились в полной изоляции и никак не могли помешать продвижению американских сил, поэтому американцы на них, как правило, уже не обращали внимания до конца войны. Основные потери японские войска на  изолированных островах, оставшихся без снабжения, понесли не от боевых действий, а от голода.